# Tai Chi (film)
Pour les articles homonymes, voir Tai Chi.
Série
Tai Chi Hero
(2012)
Pour plus de détails, voir Fiche technique et Distribution.
Tai Chi (太極之零開始, Tai ji 1: Cong ling kai shi) est un film chinois réalisé par Stephen Fung, sorti en 2012. Sa suite, Tai Chi Hero, a été tourné à la suite du premier film et est sorti le mois suivant.

## Synopsis
Yang va au village de Chen pour apprendre une forme puissante de tai-chi-chuan, mais le villageois ont l'interdiction d'enseigner leur art à des étrangers.

## Fiche technique
- Titre : Tai Chi
- Titre original : 太極之零開始 (Tai ji 1: Cong ling kai shi)
- Titre anglais : Tai Chi 0
- Réalisation : Stephen Fung
- Scénario : Chang Chia-lu, Chen Kuo-fu et Cheng Hsiao-tse
- Musique : Katsunori Ishida
- Photographie : Lai Yiu-fai
- Montage : Chang Chia-lu, Cheng Hsiao-tse, Matthew Hui, Xiao Yang et Zhang Wei-li
- Production : Stephen Fung, Daniel Wu et Zhang Dajun
- Société de production : Diversion Pictures et Huayi Brothers & Taihe Film Investment
- Pays :  Chine
- Genre : Action, aventure, drame et fantastique
- Durée : 100 minutes
- Dates de sortie : 
  -  Chine : 27 septembre 2012
  -  France : 3 juillet 2013 (VOD)

## Distribution
- Fung Hark-on : Lao Zhao
- Jayden Yuan : le mec bizarre
- Stephen Fung : Nan
- Eddie Peng : Fang Zi-jing
- Shu Qi : mère Yang
- Feng Shaofeng : Chen Zai-yang
- Bruce Leung : Dong
- Angelababy : Chen Yu-niang
- Stanley Fung : le grand oncle
- Wu Di : Chen You-zhi
- Chen Sicheng : Chen Geng-yun
- Xiong Nai-jin : la femme de Chen Geng
- Tony Leung Ka-fai : Chen Chang-xing / le laboureur
- Da Ying : le gouverneur
- Yuan Wen-kang
- Xiong Xin-xin : l'oncle Qin
- Lau Wai-keung : le père Yang
- Xuan Wei-ai : Zhao Di
- Mandy Lieu : Claire Heathrow
- Si Shen : frère Tofu
- Wei Ai-xuan : Zhao Di
- Nikki Hsieh : Jin Yuner
- Xu Hui-hui
- Jade Xu : sœur Mahjong

## Distinctions
Le film a été nommé pour cinq Hong Kong Film Awards.